# Wanda Błeńska
Wanda Maria Błeńska, znana jako „Matka trędowatych” i „Dokta” (ur. 30 października 1911 w Poznaniu, zm. 27 listopada 2014 tamże) – polska lekarka, podporucznik AK, misjonarka, światowej sławy specjalistka w dziedzinie leczenia trądu oraz Służebnica Boża Kościoła katolickiego.

## Rodzina
Ojciec Wandy Błeńskiej, Teofil Błeński, po śmierci swojej żony Heleny ożenił się ponownie. Jego druga żona, Marta, miała córkę Janinę z poprzedniego małżeństwa. Wanda miała starszego brata Romana, który był prawnikiem. Zmarł na chorobę wrzodową.

## Życiorys

### Dzieciństwo i studia
Wanda nie chodziła do szkoły podstawowej, ale uczyła się w domu z ojcem. Ukończyła Gimnazjum Żeńskie w Toruniu. Absolwentka Wydziału Lekarskiego Uniwersytetu Poznańskiego z 1934. Na studiach działała w Akademickim Kole Misyjnym, redagowała Annales Missiologicae. Podczas drugiego roku studiów Wanda została wybrana do zarządu tego Koła, jak i również do zarządu Związku Akademickich Kół Misyjnych w Polsce. Na trzecim roku studiów reprezentowała polski ruch misyjny na Międzynarodowym Kongresie Misyjnym w Lublanie.

### Działalność przedmisyjna
W latach 1934–1936 pracowała w Szpitalu Miejskim w Toruniu, w latach 1936–1945 w PZH tamże, w 1939 w Szpitalu Morskim w Gdyni. Na początku wojny wstępuje w szeregi Armii Krajowej, gdzie (pod pseudonimami Szarotka i Grażyna) uzyskuje stopień podporucznika. Podczas wojny brała udział w szkoleniu zespołów sanitarnych, organizowała zbiórki materiałów sanitarnych dla AK, brała udział w pracach konspiracyjnych, była członkiem organizacji Gryf Pomorski i komendantką oddziału kobiecego w obwodzie toruńskim AK. Te działania były przyczyną pobytu w więzieniu w Toruniu i Gdańsku. W więzieniu spędziła trzy miesiące.
Po wojnie prowadziła szpital miejski w Toruniu. W latach 1945–1946 w PZH i Akademii Lekarskiej w Gdańsku. W 1946 wyjechała do Hanoweru, do brata, który ciężko zachorował w obozie jenieckim. Musiała wtedy przekroczyć granicę nielegalnie, odcinając sobie drogę powrotu do Polski. Skończyła kursy medycyny tropikalnej w Hanowerze, a w 1948 podyplomowe studia w Instytucie Medycyny Tropikalnej i Higieny na Uniwersytecie w Liverpoolu.

### Lata działalności misyjnej
W latach 1951–1994 pracowała w ośrodku leczenia trądu w Bulubie nad Jeziorem Wiktorii w Ugandzie, a w latach 1951–1983 była lekarzem naczelnym. W 1983 przekazała kierownictwo ośrodkiem ugandyjskiemu lekarzowi (swojemu uczniowi), a sama dalej pracowała jako konsultant. Początkowo mała placówka prowadzona przez irlandzkie franciszkanki, stała się, pod jej kierownictwem, nowoczesnym centrum leczniczym i szkoleniowym ze 100-łóżkowym szpitalem i oddziałem dziecięcym, zapleczem diagnostycznym, domami dla trędowatych i kościołem, noszącym obecnie jej imię (Buluba Leprosy Centre, The Wanda Blenska Training Centre). W ośrodku tym, oprócz szkoleń dla lekarzy, dr Błeńska zainicjowała i zorganizowała kursy opiekunów nad trędowatymi (Leprosy Assistants Training Courses). Wraz z dr Błeńską w Bulubie pracowali inni polscy lekarze: dr Bohdan Kozłowski, dr Wanda Marczak-Malczewska, dr Elżbieta Kołakowska, dr Henryk Nowak, Krystyna Darska, a także pielęgniarka Janina Bartkiewiczówna. Jej długoletnia praca sprawiła, że dorobiła się przydomka „Matki trędowatych”, a miejscowi nazywali ją Dokta.
W 1955 dr Wanda Błeńska weszła jako pierwsza kobieta na szczyt Vittorio Emanuele w masywie Ruwenzori na granicy D.R. Konga i Ugandy.

### Powrót do kraju
W 1993 wróciła do Polski i osiedliła się w Poznaniu.
W 2014 roku Muzeum Powstania Warszawskiego uhonorowało Wandę Błeńską Nagrodą im. Jana Rodowicza „Anody”.
Była członkiem Rady Fundacji Pomocy Humanitarnej Redemptoris missio, jest patronką Piątkowskiej Szkoły Społecznej przy ul. Stróżyńskiego w Poznaniu, Zespołu Szkolno-Przedszkolnego w Niepruszewie, Szkoły Podstawowej i Gimnazjum w Kowalach k. Gdańska oraz Oddziału Toksykologii Szpitala Miejskiego im. Franciszka Raszei w Poznaniu. Jej pogrzeb odbył się 3 grudnia 2014 na cmentarzu przy ul. Nowina w Poznaniu (kwatera L, rząd 51, miejsce 2).

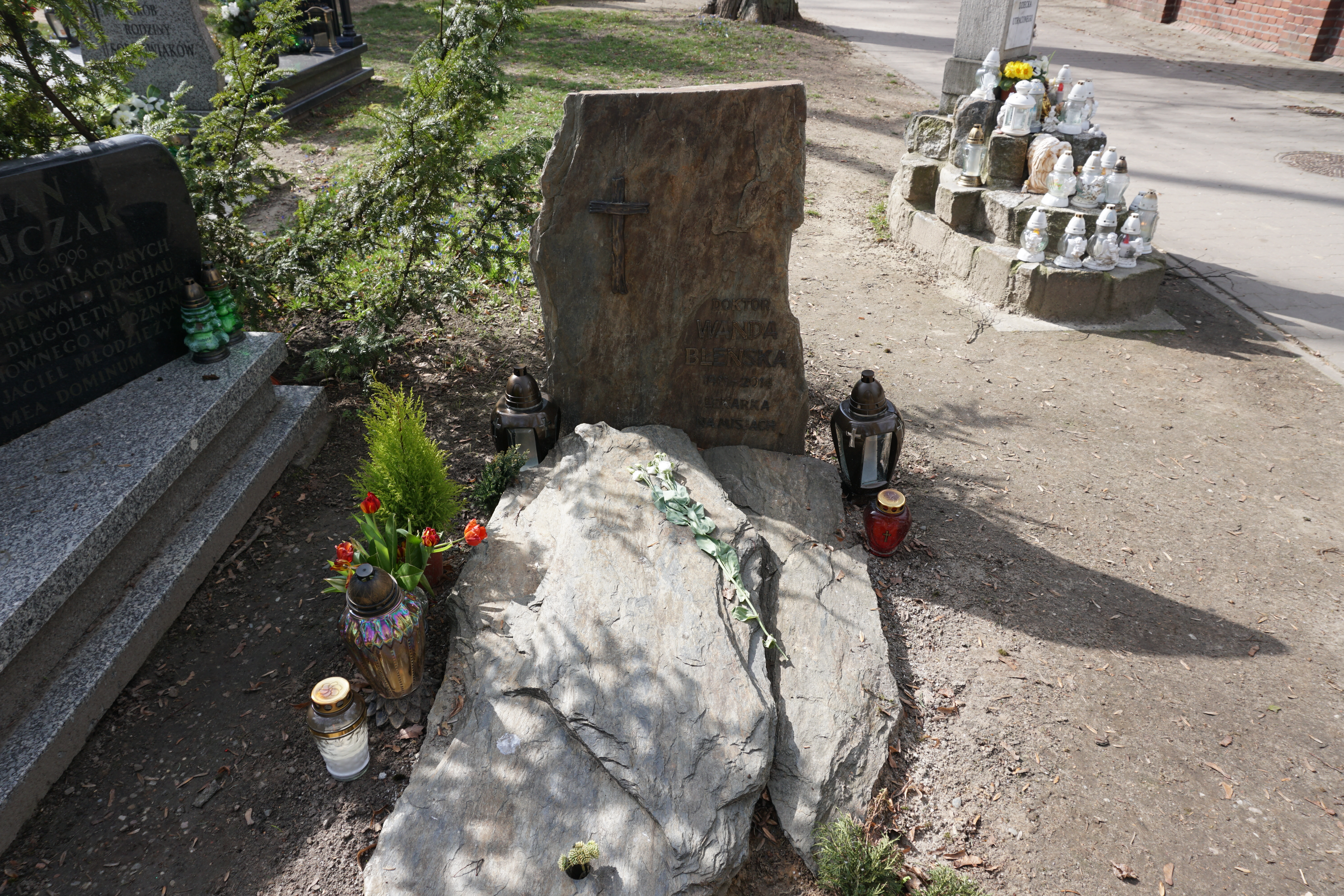
Grób Wandy Błeńskiej na cmentarzu Jeżyckim w Poznaniu

## Proces beatyfikacyjny
Z inicjatywy archidiecezji poznańskiej oraz abp. Stanisława Gądeckiego podjęto działania w celu wyniesienia jej na ołtarze. W październiku 2019 abp Gądecki zwrócił się do Konferencji Episkopatu Polski w sprawie propozycji jej beatyfikacji. Na 384. zebraniu plenarnym Konferencji Episkopatu Polski, która obradowała w dniach 8–9 października tegoż roku w Warszawie biskupi zaakceptowali tę propozycję. Następnie abp Gądecki zwrócił się z edyktem do wszystkich, którzy posiadają jakiekolwiek dokumenty, pisma lub wiadomości o udostępnienie lub przekazanie ich do 30 czerwca 2020(dts) w celu zgromadzenia materiałów mogących pomóc w tym procesie.
Stolica Apostolska w 2020 wydała zgodę (nihil obstat) na rozpoczęcie tego procesu. W tej sytuacji 18 października 2020(dts) w archidiecezji poznańskiej odbyła się pierwsza sesja trybunału beatyfikacyjnego w bazylice archikatedralnej Świętych Apostołów Piotra i Pawła w Poznaniu, której przewodniczył delegat abp. Gądeckiego – bp Damian Bryl. Postulatorem procesu na szczeblu diecezjalnym został mianowany ks. Jarosław Czyżewski.

## Ordery, odznaczenia i upamiętnienie
- Krzyż Wielki Orderu Odrodzenia Polski (postanowieniem prezydenta Bronisława Komorowskiego z 26 października 2011 „w uznaniu wybitnych zasług w pracy naukowo-badawczej w dziedzinie medycyny tropikalnej i leczenia trądu, za dawanie świadectwa miłości do człowieka i niesienie pomocy osobom potrzebującym, za osiągnięcia w pracy misyjnej”)[12]
- Krzyż Komandorski z Gwiazdą Orderu Odrodzenia Polski (1993)[13]
- Order Świętego Sylwestra
- Order Ecce Homo
- Order Uśmiechu
- Honorowe Obywatelstwo Miasta Poznania i Ugandy (jako jedyna cudzoziemka)[14]
- doktorat honoris causa Akademii Medycznej w Poznaniu
- dyplom Piusa XI za działalność misyjną wśród studentów (1932)[14]
- Pro Ecclesia et Pontifice Jana XXIII[14]
- Benemerenti Jana Pawła II[14]

Jej imieniem nazwano szkołę na poznańskim Piątkowie, rondo w jej pobliżu oraz szkołę w Kowalach.
Została także Poznanianką Stulecia w konkursie zorganizowanym przez Urząd Miasta Poznania w 2018.